# Butterfly World Tour
Butterfly Tour è il terzo tour della cantautrice Mariah Carey, per promuovere l'album Butterfly.

## Storia
Il tour fu il primo di lunga durata, in confronto ai precedenti, il Daydream World Tour e il Music Box Tour. Mariah dichiarò che fu il suo tour preferito perché aiutò a promuovere il suo album preferito,  Butterfly uscito nel 1997. Durante questo tour, la Carey visitò le Hawaii, il Taiwan e l'Australia per la prima volta e l'Asia per la seconda volta (come artista).
Filmati di alcune performance vennero pubblicati nel DVD del 1999 della Carey, Around the World, anche se spesso in versioni accorciate o modificate.

## Scaletta
1. Intro: Looking In/Butterfly
2. Emotions
3. The Roof (Back in Time) (Solo in Australia & Taiwan)
4. My All
5. Close My Eyes
6. Daydream Interlude (Sweet Fantasy Dub Mix) (Solo i ballerini)
7. Dreamlover
8. Hero (Solo in Giappone in questo punto della scaletta)
9. I'll Be There (con Trey Lorenz)
10. The Country Song (Solo a Brisbane & Perth)
11. Make You Happy (solo Trey Lorenz)
12. Make It Happen
13. One Sweet Day (con le parti dei Boyz II Men preregistrate)
14. Presentazione della band e del coro
15. Ain't Nobody (solo le coriste)
16. Fantasy (Bad Boy Remix) (con le parti ODB preregistrate)
17. Hopelessly Devoted to You (con Olivia Newton John) (Solo a Melbourne & Perth)
18. Whenever You Call (Solo a Brisbane, Perth, in Taiwan e alle Hawaii)
19. Breakdown (Solo in Australia)
20. Babydoll (Solo in Giappone)
21. Honey (Bad Boy Remix) (con le parti di Mase preregistrate)
22. Vision of Love
23. Butterfly
24. Without You (Solo in Australia & Taiwan)
25. Hero
26. Butterfly Outro
27. All I Want for Christmas Is You (solo in Giappone)

## Date del tour
| Asia             |           |             |                               |
| Data             | Città     | Paese       | Luogo                         |
| 11 gennaio 1998  | Tokyo     | Giappone    | Tokyo Dome                    |
| 14 gennaio 1998  | Tokyo     | Giappone    | Tokyo Dome                    |
| 17 gennaio 1998  | Tokyo     | Giappone    | Tokyo Dome                    |
| 20 gennaio 1998  | Tokyo     | Giappone    | Tokyo Dome                    |
| 24 gennaio 1998  | Taipei    | Taiwan      | Stadio Municipale di Taipei   |
| Australia        |           |             |                               |
| Data             | Città     | Paese       | Luogo                         |
| 31 gennaio 1998  | Brisbane  | Australia   | Brisbane Entertainment Centre |
| 2 febbraio 1998  | Sydney    | Australia   | Sydney Entertainment Centre   |
| 6 febbraio 1998  | Sydney    | Australia   | Sydney Entertainment Centre   |
| 10 febbraio 1998 | Perth     | Australia   | Burswood Dome                 |
| 13 febbraio 1998 | Melbourne | Australia   | Flinders Park                 |
| 16 febbraio 1998 | Melbourne | Australia   | Flinders Park                 |
| America del Nord |           |             |                               |
| Data             | Città     | Paese       | Luogo                         |
| 21 febbraio 1998 | Honolulu  | Stati Uniti | Aloha Stadium                 |